# Eucherius de Lyon
Eucherius de Lyon (370-449) s-a născut într-o familie bogată galo-romană, deținătoare de proprietăți în regiunea Aigues. Eucherius a fost senator în Aquæ Sextiæ, și apoi călugăr în Lérins, pustnic în Luberon și în cele din urmă episcop de Lyon, între 435 și 449. Este sărbătorit ca sfânt în Biserica Catolică și în Biserica Ortodoxă.

## Biografie
Cultivat și preocupat de cultura latină, senatorul Eucherius a fost căsătorit cu Galla, cu care a avut două fiice, Consorce (sau Consorția) și Tul (sau Tullia), și doi fii, Veran (Veranus), care l-a însoțit pe tatăl său la Lérins împreună cu un călugăr Ilarie și Salon (Salonius), episcop de Geneva. 

## Context istoric
Imperiul Roman de Apus a fost zguduit în secolul al V-lea de o succesiune de mari invazii, care s-au revărsat asupra Europei occidentale. Obligați de învingători să cedeze o parte a teritoriilor deținute, mulți nobili galo-romani au preferat să fugă din calea invaziei.

## Scrieri
Cea mai cunoscută scriere a sa este Passio Agaunensium martyrum, despre martiriul Legio Thebaica și al sfântului Mauriciu, redactată în jurul anului 430.